# Rakasjåkka
De Rakasjåkka (Samisch: Rákkasjohka) is een bergbeek, die stroomt in de Zweedse  gemeente Kiruna. De Räkkastjåkka ontwatert een berggebied ten noorden van de Kåptatjåkka. Ze stroomt oostwaarts, is ongeveer 7 kilometer lang en stroomt bij Björkliden het Torneträsk in.
Afwatering: Rakasjåkka → Torneträsk → Torne → Botnische Golf